# 苯甲酸乙烯酯
苯甲酸乙烯酯是一种有机化合物，化学式C9H8O2。它可由乙酸乙烯酯和苯甲酸在乙酸钯催化下反应制得。它和苄硫醇在碳酸钾存在下反应，可以得到硫代苯甲酸-S-苄酯。